# Maggie Bell
Margaret Bell, detta Maggie (Glasgow, 12 gennaio 1945), è una cantautrice britannica.

## Biografia
Maggie Bell ha inizialmente raggiunto popolarità come membro dei Stone the Crows, scioltosi nel 1973 dopo la morte di Lesley Harvey e periodo nel quale era frequentemente paragonata a Janis Joplin. Il suo album di debutto da solista, intitolato Queen of the Night, è stato pubblicato nel 1974 ed è stato seguito da Suicide Sal un anno dopo e da Crimes of the Heart nel 1988. Nella Official Singles Chart ha avuto il suo primo ingresso, Hazell, alla 37ª posizione, nell'aprile 1974. Dopo aver vissuto per più di vent'anni nei Paesi Bassi, nel 2006 è tornata nel Regno Unito e si è unita al gruppo blues The British Blues Quintet. Nello stesso periodo si è esibita con Chris Farlowe e i The Manfreds.

## Discografia

### Album in studio
- 1974 – Queen of the Night
- 1975 – Suicide Sal
- 1988 – Crimes of the Heart

### Album dal vivo
- 2002 – Live at the Rainbow, 1974
- 2002 – Live in Boston, USA, 1975
- 2004 – The River Sessions, Live in Glasgow 1993 (con Ronnie Caryl e Paul Francis Bass)

### Raccolte
- 1977 – Great Rock Sensation
- 2008 – Sound & Vision – Best of Maggie Bell

### Singoli
- 1974 – After Midnight
- 1978 – Hazell
- 1981 – Hold Me
- 1987 – Everlasting Love